# Berger Dorfstraße 43 (Mönchengladbach)

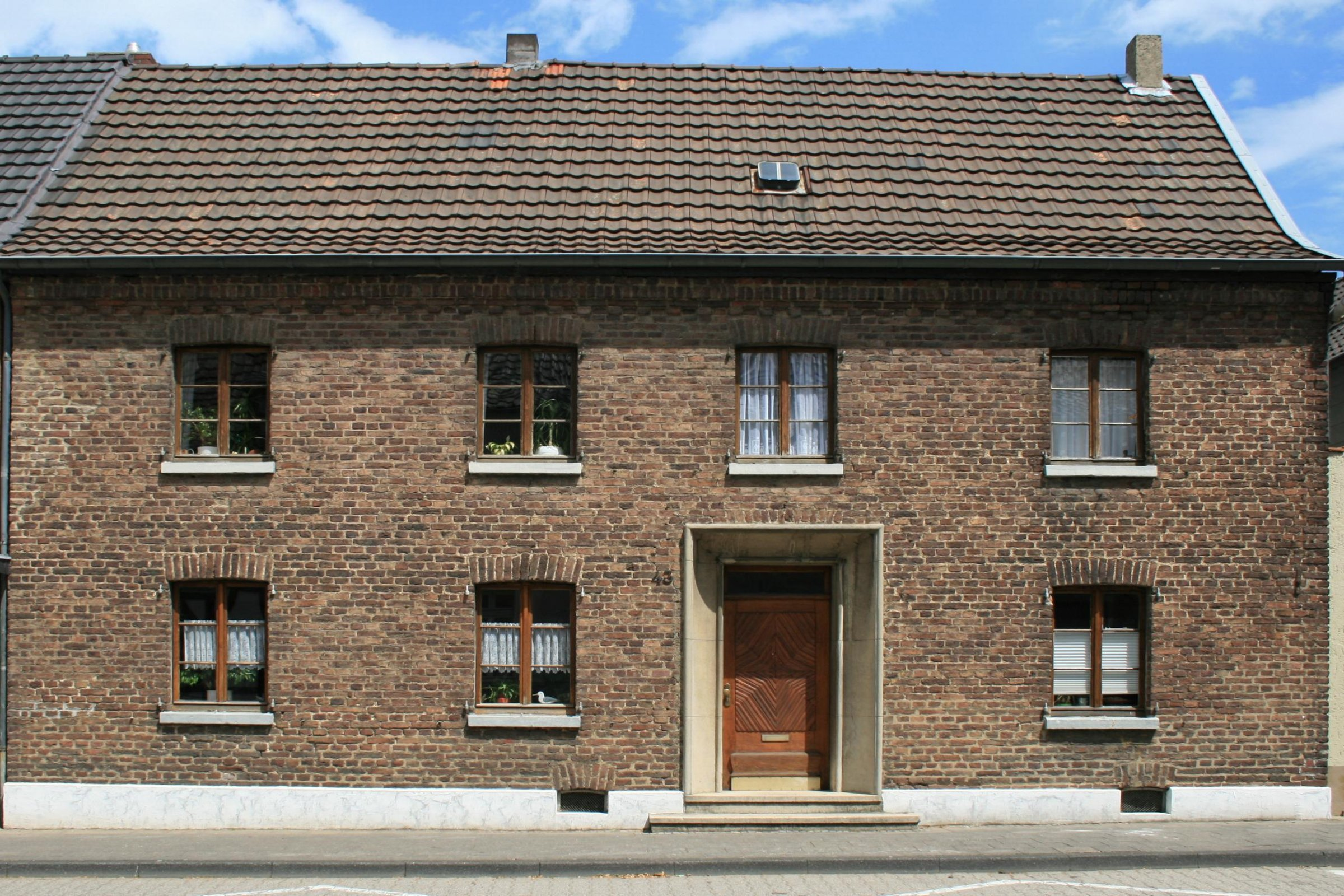
Fachwerkhaus (2011)

Das Fachwerkhaus Berger Dorfstraße 43 steht im Stadtteil Wickrathberg in Mönchengladbach (Nordrhein-Westfalen).
Das Gebäude wurde im 18. Jahrhundert erbaut. Es ist unter Nr. B 117 am 14. März 1990 in die Denkmalliste der Stadt Mönchengladbach eingetragen worden.

## Lage
Das Objekt liegt an der Berger Dorfstraße in Wickrathberg.

## Architektur
Bei dem Objekt handelt es sich um ein quererschlossenes Fachwerkwohnhaus aus dem 18. Jahrhundert mit traufständigem Stand mit einem Satteldach. Es ist vierachsig und zweigeschossig mit einem Ladeneinbau im linken Hausteil, der ehemaligen Tordurchfahrt.
Das Gebäude ist als Rest einer Hofanlage Bestandteil der östlichen, von der evangelischen Kirche nach Norden ziehenden Häuserzeile im Oberdorf. Es dokumentiert nicht nur die ländlich geprägte Bauweise in diesem Bereich, sondern auch die im 19. Jahrhundert verbreitete Sitte, Fachwerkhäuser durch Vorblendung einer Backsteinfassade an der Straßenfront „aufzuwerten“.